# 奥抜侃志
奥抜 侃志（おくぬき かんじ、1999年8月11日 - ）は、栃木県出身のプロサッカー選手。Jリーグ・ガンバ大阪所属。ポジションはフォワード、ミッドフィールダー。元日本代表。

## 略歴

### クラブ
2018年、ユースから大宮アルディージャのトップチームに昇格。4月22日、第10節のアルビレックス新潟戦でトップチームデビューを果たした。2019年6月8日、第17節の京都サンガF.C.戦でプロ入り初得点を決めた。
2022年8月31日、グールニク・ザブジェに期限付き移籍。9月18日、第10節のコロナ・キェルツェ戦で移籍後初ゴールを含む2得点を決めた。
2023年6月30日、1.FCニュルンベルクに2年契約で完全移籍することが発表された。9月23日、第8節のアイントラハト・ブラウンシュヴァイク戦で移籍後初ゴールを決めた。
2025年1月6日、ガンバ大阪に完全移籍で加入が発表された。自身にとってJ1初挑戦となる。2月14日、セレッソ大阪との開幕戦で先発し、J1初出場を果たす。

### 日本代表
2023年10月9日に体調不良の為、離脱した三笘薫に変わって日本代表メンバーに初選出された。しかし、11日に発熱と倦怠感の体調不良を訴え療養となった。16日、体調が回復し全体練習に参加した。12月7日、翌年元日に国立競技場で行われるタイ戦に臨む日本代表メンバーに選出され、2024年元日の同試合で先発し代表デビュー。しかし目立った活躍はなく、前半のみで交代となった。

## 所属クラブ
- ファナティコス
- 大宮アルディージャジュニアユース
- 2015年 - 2017年 大宮アルディージャユース（埼玉県立志木高等学校）
  - 2017年 大宮アルディージャ（2種登録選手）
- 2018年 - 2023年  大宮アルディージャ
  - 2022年 - 2023年  グールニク・ザブジェ（期限付き移籍）
- 2023年 - 2024年  1.FCニュルンベルク
- 2025年 -  ガンバ大阪

## 個人成績
| 国内大会個人成績 | 国内大会個人成績     | 国内大会個人成績 | 国内大会個人成績 | 国内大会個人成績               | 国内大会個人成績 | 国内大会個人成績 | 国内大会個人成績 | 国内大会個人成績 | 国内大会個人成績 | 国内大会個人成績 | 国内大会個人成績 |
| 年度             | クラブ               | 背番号           | リーグ           | リーグ戦                       | リーグ戦         | リーグ杯         | リーグ杯         | オープン杯       | オープン杯       | 期間通算         | 期間通算         |
| 年度             | クラブ               | 背番号           | リーグ           | 出場                           | 得点             | 出場             | 得点             | 出場             | 得点             | 出場             | 得点             |
| 日本             | 日本                 | 日本             | 日本             | リーグ戦                       | リーグ戦         | リーグ杯         | リーグ杯         | 天皇杯           | 天皇杯           | 期間通算         | 期間通算         |
| ---------------- | -------------------- | ---------------- | ---------------- | ------------------------------ | ---------------- | ---------------- | ---------------- | ---------------- | ---------------- | ---------------- | ---------------- |
| 2018             | 大宮                 | 33               | J2               | 7                              | 0                | -                | -                | 0                | 0                | 7                | 0                |
| 2019             | 大宮                 | 33               | J2               | 25                             | 5                | -                | -                | 1                | 0                | 26               | 5                |
| 2020             | 大宮                 | 11               | J2               | 23                             | 5                | -                | -                | -                | -                | 23               | 5                |
| 2021             | 大宮                 | 11               | J2               | 17                             | 3                | -                | -                | 0                | 0                | 17               | 3                |
| 2022             | 大宮                 | 11               | J2               | 19                             | 1                | -                | -                | 2                | 0                | 21               | 2                |
| ポーランド       | ポーランド           | ポーランド       | ポーランド       | リーグ戦                       | リーグ戦         | リーグ杯         | リーグ杯         | オープン杯       | オープン杯       | 期間通算         | 期間通算         |
| 2022-23          | グールニク・ザブジェ | 33               | エクストラクラサ | 26                             | 4                | -                | -                | 2                | 0                | 28               | 4                |
| ドイツ           | ドイツ               | ドイツ           | ドイツ           | リーグ戦                       | リーグ戦         | リーグ杯         | リーグ杯         | DFBポカール      | DFBポカール      | 期間通算         | 期間通算         |
| 2023-24          | ニュルンベルク       | 11               | 2. ブンデス      | 30                             | 3                | -                | -                | 3                | 1                | 33               | 4                |
| 2024-25          | ニュルンベルク       | 11               | 2. ブンデス      | 5                              | 1                | -                | -                | 1                | 0                | 6                | 1                |
| 日本             | 日本                 | 日本             | 日本             | リーグ戦                       | リーグ戦         | リーグ杯         | リーグ杯         | 天皇杯           | 天皇杯           | 期間通算         | 期間通算         |
| 2025             | G大阪                | 44               | J1               |                                |                  |                  |                  |                  |                  |                  |                  |
| 通算             | 日本                 | 日本             | J1               | \|\|\|\|\|\|\|\|\|\|\|\|\|\|\| |                  |                  |                  |                  |                  |                  |                  |
| 通算             | 日本                 | 日本             | J2               | 91                             | 14               | -                | -                | 3                | 0                | 94               | 14               |
| 通算             | ポーランド           | ポーランド       | エクストラクラサ | 26                             | 4                | -                | -                | 2                | 0                | 28               | 4                |
| 通算             | ドイツ               | ドイツ           | 2.ブンデス       | 30                             | 3                | -                | -                | 3                | 1                | 33               | 4                |
| 総通算           | 総通算               | 総通算           | 総通算           | 147                            | 21               | -                | -                | 8                | 1                | 155              | 22               |

その他公式戦
- 2018年
  - J1参入プレーオフ 1試合0得点
- 2019年
  - J1参入プレーオフ 1試合0得点

| 国際大会個人成績 | 国際大会個人成績 | 国際大会個人成績 | 国際大会個人成績 | 国際大会個人成績 |
| 年度             | クラブ           | 背番号           | 出場             | 得点             |
| AFC              | AFC              | AFC              | ACL              | ACL              |
| ---------------- | ---------------- | ---------------- | ---------------- | ---------------- |
| 2025/26/2        | G大阪            | 44               |                  |                  |
| 通算             | AFC              | AFC              |                  |                  |

出場歴
- Jリーグ初出場 - 2018年4月22日 J2第10節 vsアルビレックス新潟（デンカビッグスワンスタジアム）
- Jリーグ初得点 - 2019年6月8日 J2第17節 vs京都サンガF.C.（NACK5スタジアム大宮）
- エクストラクラサ初出場 - 2022年9月6日 第8節 vsヴィスワ・プウォツク（カジミエシュ・グルスキ・スタディオン）
- エクストラクラサ初得点 - 2022年9月18日 第10節 vsコロナ・キェルツェ（ビャウィストク市立競技場）

## 代表歴
- 国際Aマッチ初出場 - 2024年1月1日 TOYO TIRES CUP 2024 vsタイ代表（国立競技場）

### 出場大会
- U-18日本代表
  - U18リスボン国際トーナメント（2017年）
  - SBSカップ 国際ユースサッカー（2017年）
  - U-19フォーネイションズ（2017年）
- U-20日本代表
  - 沖縄・宮崎トレーニングキャンプ（2019年）[12]
- 日本代表
  - MIZUHO BLUE DREAM MATCH（2023年）
  - キリンチャレンジカップ（2023年）
  - TOYO TIRES CUP（2024年）

### 試合数
- 国際Aマッチ 1試合 0得点 (2024年 - )

| 日本代表 | 国際Aマッチ | 国際Aマッチ |
| 年       | 出場        | 得点        |
| -------- | ----------- | ----------- |
| 2023     | 0           | 0           |
| 2024     | 1           | 0           |
| 通算     | 1           | 0           |

### 出場
| No. | 開催日       | 開催都市 | スタジアム | 対戦国 | 結果 | 監督   | 大会                |
| --- | ------------ | -------- | ---------- | ------ | ---- | ------ | ------------------- |
| 1.  | 2024年1月1日 | 東京     | 国立競技場 | タイ   | ○5-0 | 森保一 | TOYO TIRES CUP 2024 |